# Битка при Селасия
Битката при Селасия (на старогръцки: Μάχη της Σελλασίας) от юли 222 г. пр. Хр. е развръзката на Клеоменовата война. В тази битка армията на спартанския цар Клеомен III е разгромена от македонския цар Антигон Досон и предвожданата от него коалиция гръцки държави.

## Предистория
През 225 г. пр. Хр., след поредица от победи на бойното поле, Клеомен е напът да се превърне в хегемон на Ахея и Пелопонес. Самият Ахейски съюз е пред разпадане заради раздора между противници и привърженици на спартанския цар. Ахейският лидер Арат от Сикион постига обрат във войната като сключва съюз с Антигон срещу Спарта. В двете години до битката при Селасия Клеомен губи контрола си върху Коринт, Аргос и Аркадия и субсидиите от египетския цар Птолемей III. Въпреки някои отчаяни мерки (освободени са хиляди илоти срещу откуп), средствата на спартанския цар за заплати на наемниците му се изчерпват. Това принуждава Клеомен да приеме сражение с по-многобройната армия на Антигон, която навлиза в северна Лакония през лятото на 222 г. пр. Хр.

## Сили и разположение на противниците
Клеомен прегражда пътя към Спарта като укрепява 20-хилядната си армия на два стръмни хълма край градчето Селасия. На хълма Евант вляво се разполагат около 5 000 бойци, начело с цар Евклид, брат на Клеомен. Самият Клеомен с главните си сили (фалангата на спартиатите и част от наемниците) заема десния хълм, Олимп. В ниския терен между двете възвишения са разположени малобройната конница и лековъоръжени войски на спартанците.
Армията на Антигон наброява близо 29 000 бойци, в т.ч. 1 200 конници. От тях по-малко от половината (13 300 души) са македони. Останалите са от съюзните гръцки държави Ахея, Мегалополис, Беотия, Акарнания, Епир, илири на Деметрий от Фарос, както и келти, агриани и други наемници. Подобно на Клеомен, македонският цар поставя конницата си с пехотни подкрепления в равнината в центъра, а основните си сили съсредоточава под Евант и Олимп.

## Битката
В нощта преди битката Антигон скрива акарняни и илири в падина край Евант. Битката започва, когато тези воини, привикнали да се сражават в планински райони, изкачват височината и атакуват войските на Евклид. Контраатака на спартанските лековъоръжени е пресечена от ахейската конница в центъра, а македонската фаланга сдържа настъплението на десния спартански фланг от Олимп. След упорито сражение лявото крило на спартанците е изтласкано от укрепленията си и разпръснато. Сред загиналите е и Евклид.
Битката е решена от численото надмощие на македоните в сблъсъка на двете фаланги край Олимп. Подкрепен от конницата и лековъоръжение части, надвили по-рано противника си при Евант, Антигон нанася пълно поражение на противника. По думите на Плутарх, загиват „много“ наемници, а от 6 000 спартиати оцеляват само 200.
Сред оцелелите е Клеомен, който бяга в Египет. В завладяната Спарта е поставен временен македонски наместник, върнати са политическите изгнаници, а малко по-късно е възстановена властта на ефорите.